# БАЕ Системс Мантис
БАЕ Системс Мантис је британска беспилотна летелица коју је развила британска компанија БАЕ Системс. Беспилотна летелица БАЕ Системс Мантис у основи представља демонстратор технологија. Погоњен је са два турбо-елисна мотора, а размах крила му је готово 20 метара.

## Развој
Развој беспилотне летелице је отпочео 2007. године, да би макета била представљена јула 2008. године на Ваздухопловном салону у Фарнбороу. БАЕ Системс Мантис би требало да може да остане у ваздуху 24 часа, да поседује аутономију, одређујући себи курс и комуницирајући са посадом на земљи по потреби. Велика избочина на предњем горњем крају трупа, која подсећа на пилотску кабину, у ствари садржи систем за сателитску комуникацију и навигацију. БАЕ Системс Мантис поседује и шест подвесних тачака за ношење наоружања.